# Kasania
Kasania là một chi bướm đêm thuộc họ Crambidae.